# Nagus
Nagus (v anglickém originále The Nagus) je v pořadí jedenáctá epizoda první sezóny seriálu Star Trek: Stanice Deep Space Nine.

## Příběh
Na stanici Deep Space Nine přijíždí velký nagus Zek, hlava Ferengské aliance. Má jistý zájem o Quarka, ale není jasné proč. Požádá Quarka o využití jeho baru pro konferenci, kde oznámí, že Quark bude jeho následovníkem. Nagus poté umírá a překvapený Quark se ujímá jeho funkce.
Dělá mu problémy přizpůsobit se nové roli, ale mezi ferengskými obchodníky se stane oblíbeným, protože rozdává lukrativní obchodní příležitosti. Zekův syn Krax a Quarkův bratr Rom se pokusí nového naguse zabít, ale zastaví je náhle opět živý Zek. Vysvětlí, že Quarkovo jmenování byl test, jak by Krax obstál v Zekově nepřítomnosti, a pokárá ho, že strašlivě selhal. Quark děkuje Romovi, že přišel na to pokusit se ho zabít.
Mezitím se komandér Sisko snaží smířit s přátelstvím mezi Jakem a Romovým synem Nogem. Problém se zdá být vyřešen, když Rom zakáže Nogovi chodit do školy. Oba kluci ale spolu tráví stále více volného času. Jake vysvětlí otci, že to, co dělají, je „soukromé“. Nakonec Sisko zjistí, že není důvod k obavám, protože Jake učí Noga číst.

## Zajímavosti
- V této epizodě se poprvé objevují ferengská Pravidla zisku a hlava Ferengské aliance, velký nagus Zek.
- Díl obsahuje řadu narážek a odkazů na film Kmotr.